# Úrvalsdeild 1928
Thống kê của Úrvalsdeild mùa giải 1928.

## Tổng quan
Năm này chỉ có 3 đội tham gia và một lần nữa, KR giành chức vô địch.

## Bảng xếp hạng
| Vị thứ | Câu lạc bộ | St | T | H | B | BT | BB | HS | Đ |
| 1      | KR         | 2  | 2 | 0 | 0 | 6  | 2  | +4 | 4 |
| 2      | Valur      | 2  | 1 | 0 | 1 | 4  | 4  | +0 | 2 |
| 3      | Víkingur   | 2  | 0 | 0 | 2 | 5  | 9  | -4 | 0 |